# Березняки (Житковичский район)
Березняки (бел. Беразнякі) — деревня в Милевичском сельсовете Житковичского района Гомельской области Белоруссии.
Кругом лес.

## География

### Расположение
В 81 км на северо-запад от Житковичей, 23 км от железнодорожной станции Микашевичи (на линии Лунинец — Калинковичи), 313 км от Гомеля.

## Транспортная сеть
Рядом автодорога Микашевичи — Слуцк. Планировка состоит из дугообразной, близкой к широтной ориентации улицы, на север от которой проходит прямолинейная, широтная улица, на юге — зигзагообразная, ориентированная с юго-запада на северо-восток. Застройка двусторонняя, неплотная, деревянная, усадебного типа.

## История
Согласно письменных источников известна с XVI века. После 2-го раздела Речи Посполитой (1793 год) в составе Российской империи. Инвентарь 1805 года упоминает о Березниках как небольшом населённом пункте. В 1811 году владение графа Чапского. В 1908 году в Грабовской волости Мозырского уезда Минской губернии.
Согласно Рижскому договору от 18 марта 1921 года в составе Польши. С сентября 1939 года в составе БССР. Немецкие оккупанты во 2-й половине февраля 1943 года убили 212 жителей (похоронены в могиле жертв фашизма на восточной окраине деревни) и полностью сожгли деревню. Освобождена 5 июля 1944 года. Согласно переписи 1959 года в составе совхоза «Случь» (центр — деревня Милевичи). Действует библиотека, клуб, фельдшерско-акушерский пункт.

## Население

### Численность
- 2004 год — 168 хозяйств, 368 жителей.

### Динамика
- 1811 год — 41 двор.
- 1897 год — 337 жителей (согласно переписи).
- 1908 год — 59 дворов, 370 жителей.
- 1940 год — 124 двора, 496 жителей.
- 1959 год — 649 жителей (согласно переписи).
- 2004 год — 168 хозяйств, 368 жителей.